# Пабло Ларраїн
Пабло Ларраїн Матте (ісп. Pablo Larraín Matte; нар. 19 серпня 1976, Сантьяго, Чилі) — чилійський режисер, знаний завдяки роботі над фільмами «Ні» (2012), «Неруда» (2016), «Джекі» (2016), «Спенсер: Таємниця принцеси Діани» (2021), «Граф» (2023) і «Марія» (2024). Разом зі своїм братом, Хуаном де Діосом, продюсував фільм Себастьяна Леліо «Фантастична жінка» (2017), який став першим чилійським фільмом, який отримав премію «Оскар» за найкращий фільм іноземною мовою. 2021 року зняв психологічний романтичний мінісеріал жахів для Apple TV+ «Історія Лізі».

## Молодість й освіта
Народився в Сантьяго, Чилі, в сім'ї професора права (а згодом сенатора від Союзу незалежних демократів) Ернана Ларраїна та Магдалени Матте, колишньої міністерки житлового будівництва та урбаністики в роки президентства Себастьяна Піньєри.
Вивчав аудіовізуальну комунікацію в Університеті мистецтв, наук і комунікації в Сантьяго.

## Кар'єра

### Початок кар'єри
2003 року разом зі своїм братом Хуаном де Діосом заснував продюсерську компанію Fábula, через яку розвиває свої кінематографічні та рекламні проєкти та підтримує роботу нових міжнародних режисерів.
Перший повнометражний фільм «Фуга» зняв 2005 року. Стрічка вийшла у прокат у березні 2006 року й отримала міжнародне визнання, зокрема кілька призів на міжнародних кінофестивалях як-от Картахенському та Малазькому. 2008 року випустив свій другий повнометражний фільм «Тоні Манеро» про одержимого персонажем Джона Траволти з «Лихоманки суботнього вечора». Прем'єра відбулася на Каннському кінофестивалі 2008 року, де брав участь у «Двотижневику режисерів». Його наступний фільм «Після смерті» 2010 року розповідає про помічника коронера під час перевороту 1973 року, внаслідок якого до влади прийшов Піночет. Прем'єра відбулася на 67-му Венеціанському міжнародному кінофестивалі, де змагався за «Золотого лева» в офіційній конкурсній частині.

### 2010-ті роки
2011 року зняв телесеріал «Втікачі», який став першим серіалом, виробленим у Чилі HBO Latin America. Серіал номінували як найкращий драматичний серіал на 42-й міжнародній премії Еммі.
2012 року вийшов фільм «Ні», у якому Ґаель Ґарсіа Берналь зіграв керівника рекламної компанії, який проводить кампанію «Ні» під час плебісциту 1988 року щодо продовження повноважень Августо Піночета. Прем'єра відбулася в секції «Двотижневика режисерів» на Каннському кінофестивалі 2012 року, де Ларраїн отримав нагороду за найкращу режисуру. Також був номінований як найкращий фільм іноземною мовою на 85-й церемонії вручення премії «Оскар», ставши першою чилійською роботою в цій категорії. Разом з «Тоні Манеро» та «Після смерті», «Ні» вважається частиною «ненавмисної трилогії» Ларраїна, оскільки сюжети зосереджені навколо історій, дія яких відбувається під час диктатури Августо Піночета. Ларраїн сказав: «У Чилі праві, як частина уряду Піночета, несуть пряму відповідальність за те, що сталося з культурою в ті роки, не лише через її знищення чи обмеження її поширення, але й через переслідування письменників і художників». Він заявив: «Чилі майже двадцять років виявилася не в змозі виразити себе художньо», а також відчув, що «праві в усьому світі не дуже цікавляться культурою, і це свідчить про їхнє невігластво, оскільки комусь важко отримати від чогось максимальну користь або отримати від цього задоволення, якщо ти цього не розумієш».
2013 року був членом журі офіційного конкурсу на 70-му Венеційському міжнародному кінофестивалі. 24 березня 2014 року «The Wrap» повідомила, що Ларраїн веде переговори щодо знімання нової версії «Обличчя зі шрамом» для Universal Studios, а Пол Аттанасіо написав сценарій. Дія нового фільму відбуваються в сучасному Лос-Анджелесі та розгортаються навколо мексиканського іммігранта, який досягає успіху в кримінальному світі. Однак Ларраїн покинув проєкт.
Наступний фільм Ларраїна, «Клуб», розповідає про чотирьох католицьких священників, які живуть у відокремленому чилійському пляжному містечку. Прем'єра фільму відбулася на 65-му Берлінському міжнародному кінофестивалі, де отримав гран-прі журі «Срібний ведмідь». Фільм був номінований як найкращий фільм іноземною мовою на 73-й церемонії вручення премії «Золотий глобус».
2016 року виступив разом з Берналем фільм «Неруда» про відомого чилійського поета та політика Пабло Неруду у період його вигнання. Стрічка була номінована на премію «Золотий глобус» як найкращий фільм іноземною мовою. Того ж року дебютував з англомовним фільмом про Жаклін Кеннеді Онассіс «Джекі» з Наталі Портман, Пітером Сарсґаардом, Ґретою Ґервіг, Річардом Грантом, Біллі Крудапом і Джоном Гертом у головних ролях. Стрічка отримала схвалення критиків і численні нагороди, включно з номінаціями на премію «Оскар», «Золотий глобус» і премію Гільдії кіноакторів США (Наталі Портман), а також виграла приз «Платформа» на Міжнародному кінофестивалі в Торонто 2016 року. 2019 року на 76-му Венеційському міжнародному кінофестивалі відбулась прем'єра драми «Ема» з Маріаною Ді Джіроламо та Ґаелем Ґарсіа Берналем у головних ролях.

### 2020-ті роки
2020 року брав участь в серіалі-антології «Homemade», який вийшов на Netflix і складається з кількох короткометражних фільмів-історій під час пандемії COVID-19, знятих різними режисерами світу, як-от Ладж Лі, Себастьян Леліо та Рейчел Моррісон. Ларраїн зняв короткометражний фільм «Останній дзвінок», у якому знялися чилійські актори Хайме Ваделл, Мерседес Моран, Дельфіна Гусман і Кока Гуацціні.
2021 року вийшов його другий англомовний фільм «Спенсер», біографічна драма про принцесу Діану з Крістен Стюарт у головній ролі. Прем'єра відбулася на 78-му Венеційському кінофестивалі й отримала схвальні відгуки критиків, а робота Стюарт була схвалена критиками та була номінована на «Золотий глобус», «Вибір критиків» й «Оскар» за найкращу жіночу роль, окрім отримання кількох інших схвальних відгуків від низки регіональних критиків.
2023 року став режисером стрічки «Граф», прем'єра якої відбулася на 80-му Венеціанському міжнародному кінофестивалі, і продюсував чилійський документальний фільм Маїте Альберді «Вічна пам'ять», який відібрали на конкурс документального кіно для участі на кінофестивалі «Санденс» 2023 року. Ларраїн отримав номінацію на премію «Оскар» за найкращий документальний фільм як продюсер.
2024 року відбулась прем'єра фільму про Марію Каллас «Марія» з Анджеліною Джолі в головній ролі.

## Особисте життя
У 2008—2014 роках був одружений з чилійською акторкою Антонією Сехерс. У них двоє спільних дітей, Хуана Ларраїн Сехерс і Паскуаль Ларраїн Сехерс. На виборах у Чилі 2013 року підтримав лівоцентристську кандидатку Мішель Бачелет, попри те, що його батьки — члени консервативної правої партії «Незалежний демократичний союз».

## Фільмографія

### Фільми
| рік  | Назва                            | Режисер | Сценарист | Продюсер |
| ---- | -------------------------------- | ------- | --------- | -------- |
| 2006 | Фуга                             | Так     | Так       | Ні       |
| 2008 | Тоні Манеро                      | Так     | Так       | Ні       |
| 2010 | Після смерті                     | Так     | Так       | Ні       |
| 2012 | Ні                               | Так     | Ні        | Так      |
| 2015 | Клуб                             | Так     | Так       | Так      |
| 2016 | Неруда                           | Так     | Ні        | Ні       |
| 2016 | Джекі                            | Так     | Ні        | Ні       |
| 2019 | Ема                              | Так     | Ні        | Ні       |
| 2021 | Спенсер: Таємниця принцеси Діани | Так     | Ні        | Так      |
| 2023 | Граф                             | Так     | Так       | Ні       |
| 2024 | Марія                            | Так     | Ні        | Ні       |

Тільки продюсер
- Улісс (2011)
- 4:44 Останній день на Землі (2011)
- Рік Тигра (2011)
- Молодий і дикий (2012)
- Кришталева фея та чарівний кактус (2013)
- Глорія (2013)
- Університетський район (2013)
- Противна дитина (2015)
- Фантастична жінка (2017)
- Глорія Белл (2018)
- Бездомні (2019)
- Лихоманковий сон (2021)
- Вічна пам'ять (2023)
- Грип багатих (2024)

### Телебачення
| Рік       | Назва        | Режисер | Виконавчий продюсер | Сценарист | Примітки                                           |
| --------- | ------------ | ------- | ------------------- | --------- | -------------------------------------------------- |
| 2011-2013 | Втікачі      | Так     | Так                 | Так       | режисер 18 серій, сценарист 26 серій               |
| 2020      | Домашнє      | Так     | Так                 | Так       | Сценарист і постановник епізоду «Останній дзвінок» |
| 2021      | Історія Лізі | Так     | Так                 | Ні        | мінісеріал                                         |

## Нагороди та номінації
| Year | Асоціація                                  | Категорія                                                        | Робота                           | Результат | Ref.   |
| ---- | ------------------------------------------ | ---------------------------------------------------------------- | -------------------------------- | --------- | ------ |
| 2009 | Арієль                                     | Найкращий іберо-американський фільм                              | Тоні Манеро                      | Номінація | [ 43 ] |
| 2010 | Венеційський кінофестиваль                 | Золотий лев                                                      | Після смерті                     | Номінація | [ 12 ] |
| 2012 | Оскар                                      | Найкращий міжнародний повнометражний фільм (як представник Чилі) | Ні                               | Номінація | [ 18 ] |
| 2012 | Каннський кінофестиваль                    | Art Cinema Award                                                 | Ні                               | Перемога  | [ 44 ] |
| 2013 | Арієль                                     | Найкращий іберо-американський фільм                              | Ні                               | Номінація | [ 45 ] |
| 2014 | Незалежний дух                             | Приз Джона Кассаветеса                                           | Кришталева фея і чарівний кактус | Номінація | [ 46 ] |
| 2015 | Берлінський міжнародний кінофестиваль      | Золотий ведмідь                                                  | Клуб                             | Номінація | [ 24 ] |
| 2015 | Берлінський міжнародний кінофестиваль      | Гран-прі журі                                                    | Клуб                             | Перемога  | [ 24 ] |
| 2015 | Золотий глобус                             | Найкращий фільм іноземною мовою                                  | Клуб                             | Номінація | [ 26 ] |
| 2016 | Арієль                                     | Найкращий іберо-американський фільм                              | Клуб                             | Номінація | [ 47 ] |
| 2016 | Platino                                    | Найкращий режисер                                                | Клуб                             | Номінація | [ 48 ] |
| 2016 | Platino                                    | Найкращий сценарій                                               | Клуб                             | Перемога  | [ 48 ] |
| 2016 | Асоціація кінокритиків Чикаго              | Найкращий режисер                                                | Джекі                            | Номінація | [ 49 ] |
| 2016 | IndieWire                                  | Найкращий режисер                                                | Джекі                            | 6 місце   | [ 50 ] |
| 2016 | Товариство онлайн-кінокритиків             | Найкращий режисер                                                | Джекі                            | Номінація | [ 51 ] |
| 2016 | Міжнародний кінофестиваль у Торонто        | Найкращий фільм «Платформи»                                      | Джекі                            | Перемога  | [ 52 ] |
| 2016 | Венеційський кінофестиваль                 | Золотий лев                                                      | Джекі                            | Номінація | [ 53 ] |
| 2016 | Золотий глобус                             | Best Foreigh Language Film                                       | Неруда                           | Номінація | [ 28 ] |
| 2016 | Вибір критиків                             | Найкращий фільм іноземною мовою                                  | Неруда                           | Номінація | [ 54 ] |
| 2017 | Platino                                    | Найкращий режисер                                                | Неруда                           | Номінація | [ 55 ] |
| 2017 | Доріан                                     | Режисер року                                                     | Джекі                            | Номінація |        |
| 2017 | Незалежний дух                             | Найкращий режисер                                                | Джекі                            | Номінація | [ 56 ] |
| 2017 | Супутник                                   | Найкращий режисер                                                | Джекі                            | Номінація | [ 57 ] |
| 2017 | Коло кінокритиків Дубліна                  | Найкращий режисер                                                | Джекі                            | Номінація | [ 58 ] |
| 2019 | Венеційський кінофестиваль                 | Золотий лев                                                      | Ема                              | Номінація | [ 30 ] |
| 2019 | Міжнародний кінофестиваль у Сан-Себастьяні | Нагорода глядачів з Доностії                                     | Ема                              | Номінація |        |
| 2021 | Венеційський кінофестиваль                 | Золотий лев                                                      | Спенсер: Таємниця принцеси Діани | Номінація | [ 59 ] |
| 2021 | Hamilton Behind the Camera                 | Режисерська нагорода                                             | Спенсер: Таємниця принцеси Діани | Перемога  | [ 60 ] |
| 2022 | Асоціація кінокритиків Голлівуду           | Найкращий фільм                                                  | Спенсер: Таємниця принцеси Діани | Номінація | [ 61 ] |
| 2022 | Асоціація кінокритиків Голлівуду           | Найкращий режисер                                                | Спенсер: Таємниця принцеси Діани | Номінація | [ 61 ] |
| 2023 | Венеційський кінофестиваль                 | Золотий лев                                                      | Граф                             | Номінація | [ 62 ] |
| 2023 | Венеційський кінофестиваль                 | Золота Озелла за найкращий сценарій                              | Граф                             | Перемога  | [ 62 ] |
| 2024 | Оскар                                      | Найкращий документальний повнометражний фільм                    | The Eternal Memory               | Номінація | [ 63 ] |

| Рік    | Назва                            | Оскар     | Оскар    | BAFTA     | BAFTA    | Золотий глобус | Золотий глобус |
| Рік    | Назва                            | Номінації | Перемоги | Номінації | Перемоги | Номінації      | Перемоги       |
| ------ | -------------------------------- | --------- | -------- | --------- | -------- | -------------- | -------------- |
| 2013   | Ні                               | 1         |          |           |          |                |                |
| 2016   | Клуб                             |           |          |           |          | 1              |                |
| 2017   | Неруда                           |           |          |           |          | 1              |                |
| 2017   | Джекі                            | 3         |          | 3         | 1        | 1              |                |
| 2022   | Спенсер: Таємниця принцеси Діани | 1         |          |           |          | 1              |                |
| 2024   | Граф                             | 1         |          |           |          |                |                |
| Всього | Всього                           | 6         |          | 3         | 1        | 4              |                |

Нагороджені актори
Актори, які отримали номінації на премію «Оскар» за ролі у фільмах Лораїна.
| Рік                                    | Актор                                  | Роль                                   | Фільм                                  | Результат                              | Посилання                              |
| Премія «Оскар» за найкращу жіночу роль | Премія «Оскар» за найкращу жіночу роль | Премія «Оскар» за найкращу жіночу роль | Премія «Оскар» за найкращу жіночу роль | Премія «Оскар» за найкращу жіночу роль | Премія «Оскар» за найкращу жіночу роль |
| -------------------------------------- | -------------------------------------- | -------------------------------------- | -------------------------------------- | -------------------------------------- | -------------------------------------- |
| 2017 рік                               | Наталі Портман                         | Жаклін «Джекі» Кеннеді                 | Джекі                                  | Номінація                              | [ 64 ]                                 |
| 2022                                   | Крістен Стюарт                         | Діана, принцеса Уельська               | Спенсер: Таємниця принцеси Діани       | Номінація                              | [ 65 ]                                 |